# 大切なあなた
「大切なあなた」（たいせつなあなた）は、1993年4月21日にSony Recordsからリリースした松田聖子の通算34枚目のシングル。

## 解説
本人主演のTBS系金曜ドラマ『わたしってブスだったの?』の主題歌。
40万枚近い売上を記録しており、1990年代に発表されたシングルの中では「あなたに逢いたくて〜Missing You〜/明日へと駆け出してゆこう」に次ぎ、2004年のリクエスト・ベストアルバム『Best of Best 27』ではファン投票3位に選ばれるなど松田の1990年代の代表曲の中の1曲とされている。

## 収録曲
全作詞:Seiko Matsuda／作曲：Seiko Matsuda・小倉良／編曲：鳥山雄司
1. 大切なあなた[4分21秒]
2. 最後の“さよなら”[4分38秒]
3. 大切なあなた（オリジナル・カラオケ）[4分21秒]

## カバー
大切なあなた
- ヴィヴィアン・ライ（1994年、広東語版 - 陽光路上）
- 上野優華（2014年、シングル『好きになってもいいですか?／大切なあなた』）[3]

## 関連作品
- 大切なあなた
  - Bible II
  - Bible III
  - Complete Bible
  - Dear
  - Seiko Celebration
  - Best of Best 27 （13）
  - Seiko Smile Seiko Matsuda 25th Anniversary Best Selection
  - Diamond Bible
  - Seiko Matsuda Hit Collection Vol.2
  - We Love SEIKO -35th Anniversary 松田聖子究極オールタイムベスト50Songs-
  - SEIKO STORY〜90s-00s HITS COLLECTION〜
  - Seiko Matsuda 40th Anniversary Bible -blooming pink-
  - 永遠のアイドル、永遠の青春、松田聖子。〜45th Anniversary 究極オールタイムベスト〜
- 大切なあなた （Album Mix）
  - DIAMOND EXPRESSION
  - Premium Diamond Bible
- 最後の“さよなら”
  - Complete Bible
  - SEIKO STORY〜90s-00s HITS COLLECTION〜